# Hüseynhacılı
Hüseynhacılı è un comune dell'Azerbaigian situato nel distretto di Masallı. Conta una popolazione di 1 040 abitanti.